# Cedella Marley Booker

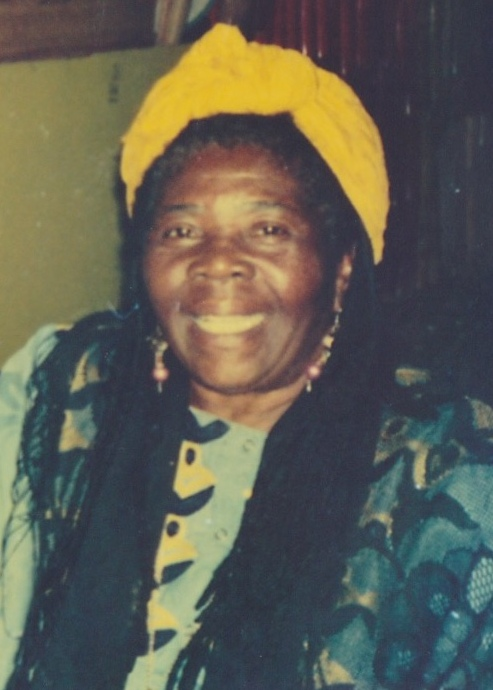
Cedella Booker

Cedella Marley Booker (* 23. Juli 1926 als Cedella Malcolm in Nine Miles, Saint Ann Parish, Jamaika; † 8. April 2008 in Miami, USA) war eine jamaikanische Sängerin und Autorin. Sie war die Mutter des Reggaemusikers Bob Marley.

## Leben
Cedella Malcolm lernte im Alter von 17 Jahren Norval Sinclair Marley (1885–1955) kennen, einen Hauptmann der britischen Armee. Nachdem sie schwanger geworden war, heirateten beide heimlich am 9. Juni 1944, doch bereits am nächsten Tag verließ Marley sie und ging nach Kingston. Am 6. Februar 1945 kam der gemeinsame Sohn Robert (Bob) Nesta zur Welt, den Cedella Marley zunächst mit Hilfe ihrer Familie aufzog.
Ihr Sohn Bob machte in Nine Miles erste Bekanntschaft mit Bunny Wailer, dem Sohn von Toddy Livingston, von dem Cedella Marley auch eine gemeinsame Tochter hatte. Cedella Marley schickte ihren Sohn auf Wunsch seines Vaters nach Kingston, holte ihn jedoch nach einem Jahr wieder zurück nach Nine Miles und ließ sich von Marley scheiden. Daraufhin zog sie mit ihrem Sohn in das Ghetto Trenchtown in Kingston um, wo Bob und Bunny Bekanntschaft mit Peter Tosh machten. Cedella Marley war inzwischen seit 1963 mit Edward Booker liiert, mit dem sie einen weiteren gemeinsamen Sohn, Anthony Booker, hatte.
Noch 1963 entschloss sich das Ehepaar, nach Wilmington, Delaware, auszuwandern. Ihr Sohn Bob folgte 1966, nachdem er Rita Anderson geheiratet hatte. Während ihr Sohn zunächst mit Tosh und Wailer als The Wailers und danach solo als Bob Marley & The Wailers kontinuierlich Weltruhm erlangte, lebte Marley Booker weiterhin in den USA. Später zog sie um nach Miami, Florida, wo sie einige Kinder ihres Sohnes Bob mit aufzog. Nachdem Bobs Krebsbehandlung in Deutschland 1981 erfolglos geblieben war, stand sie ihm am Sterbebett in Miami bei.
Nach dem Tod ihres Sohnes schrieb sie einige biografische Bücher über ihren Sohn und produzierte sowohl Coveralben von Songs ihres Sohnes, als auch später eigene Alben.
Am 8. April 2008 starb Cedella Marley Booker im Alter von 81 Jahren in Miami.

## Bücher
- Bob Marley, My Son. Taylor Trade Publishing, ISBN 978-0-87833-298-4
- Bob Marley: An Intimate Portrait by His Mother. Penguin Books Ltd (UK), ISBN 978-0-14-025814-1

## Alben
- Awake Zion (1990)
- Smilin' Island of Song (1992)
- My Altar